# Église Saint-Martin de Chadenac
L'église Saint-Martin est une église catholique située à Chadenac, en France.

## Localisation
L'église est située dans le département français de la Charente-Maritime, sur la commune de Chadenac.

## Protection
L'église Saint-Martin est classée au titre des monuments historiques en 1883.

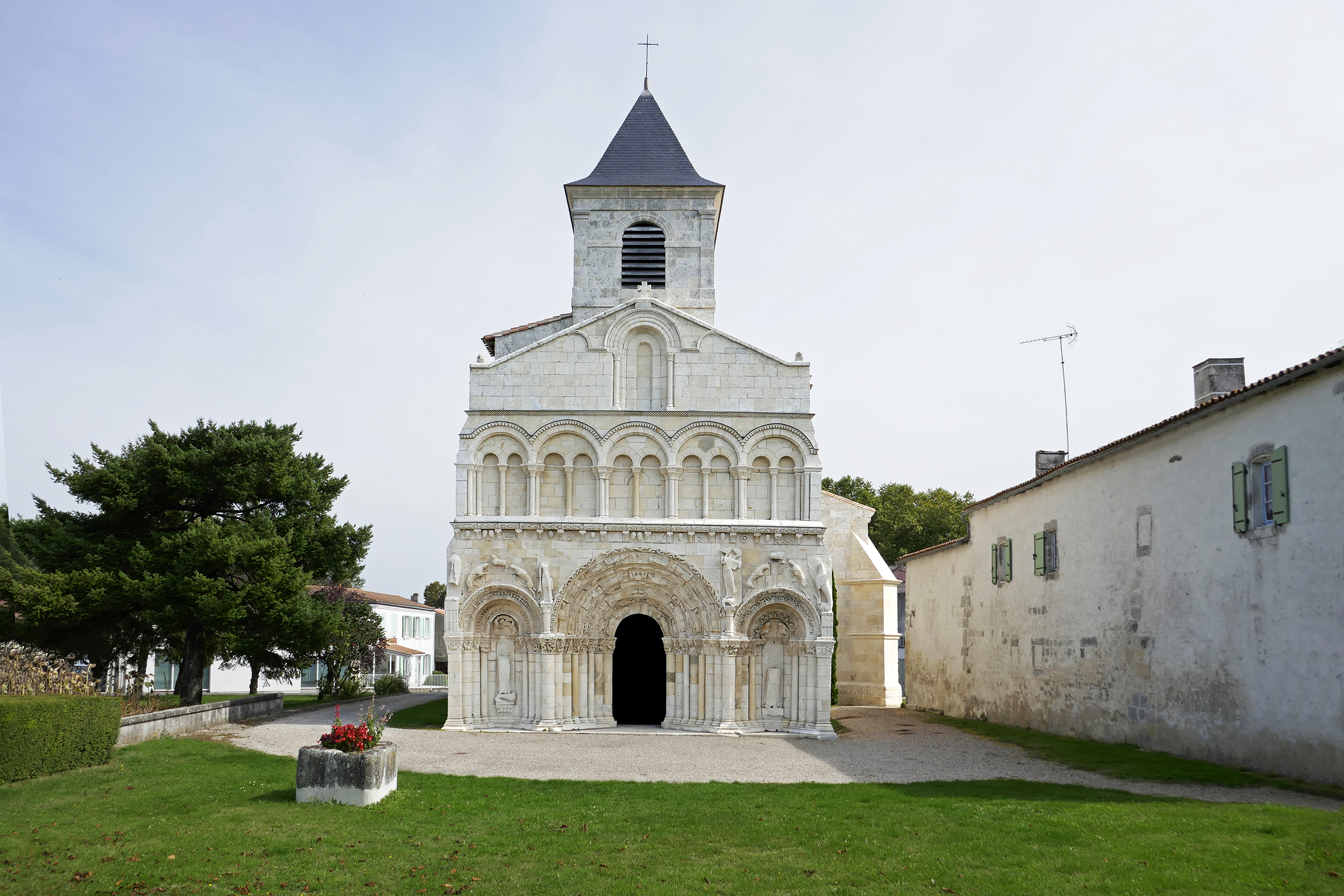
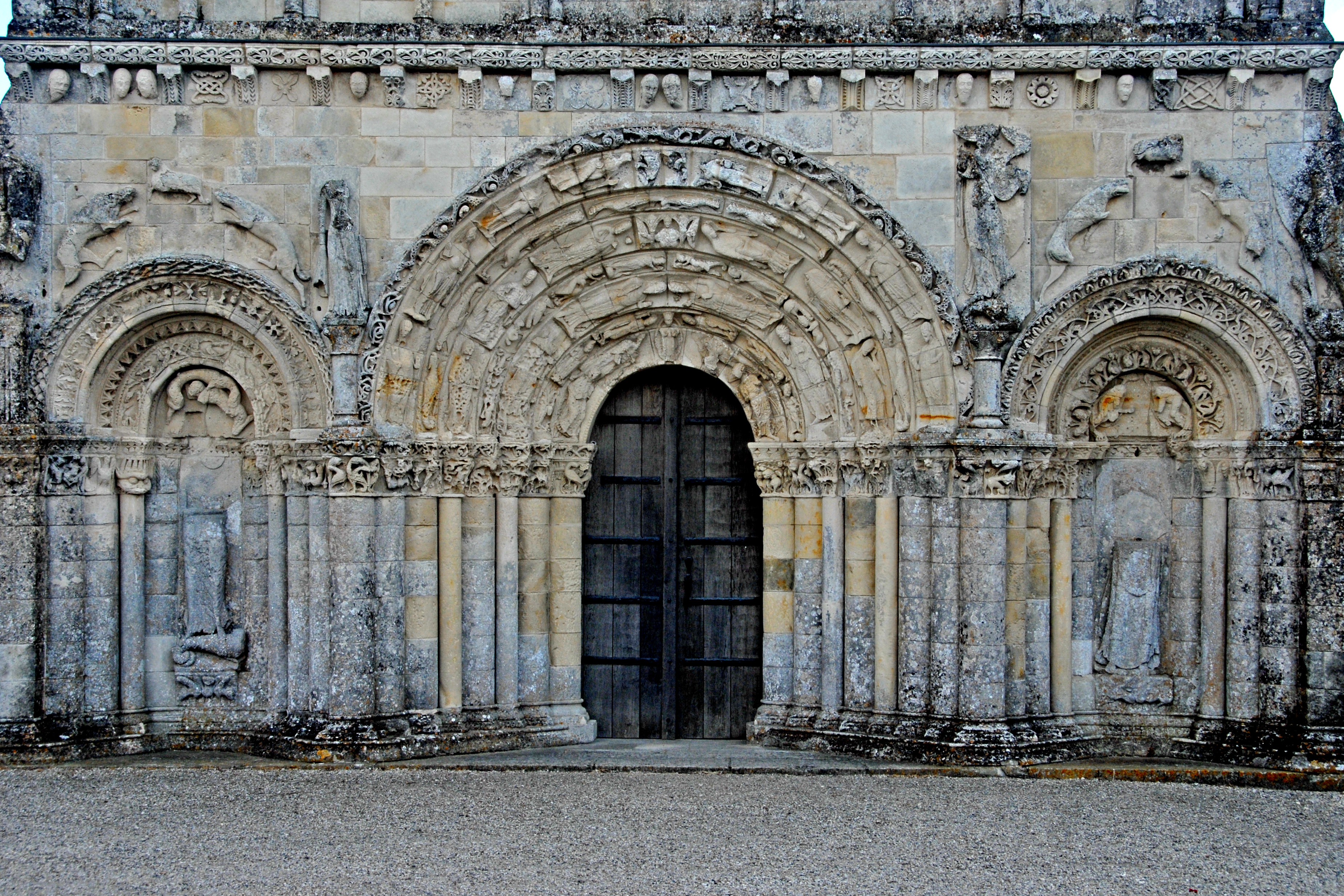
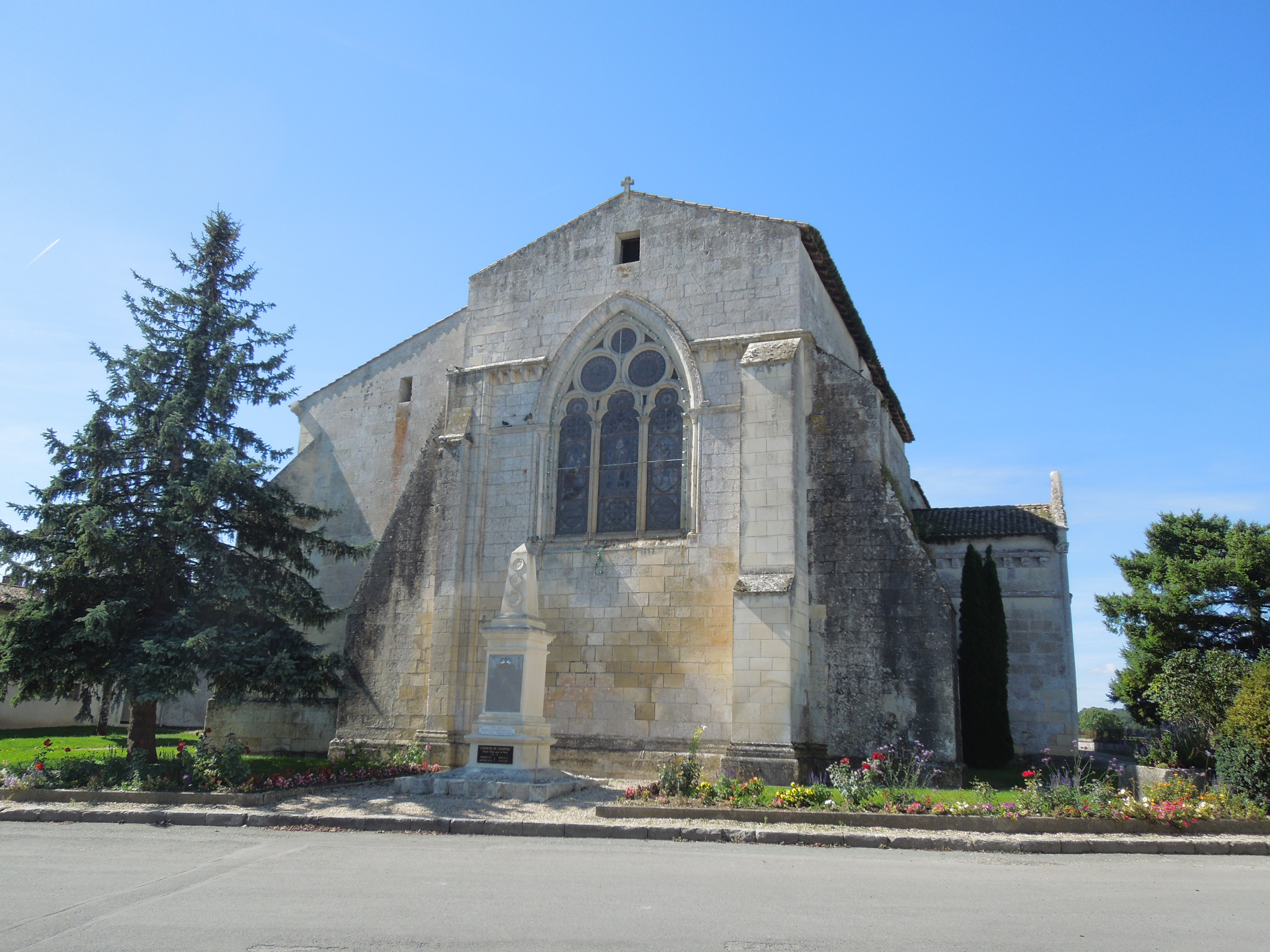
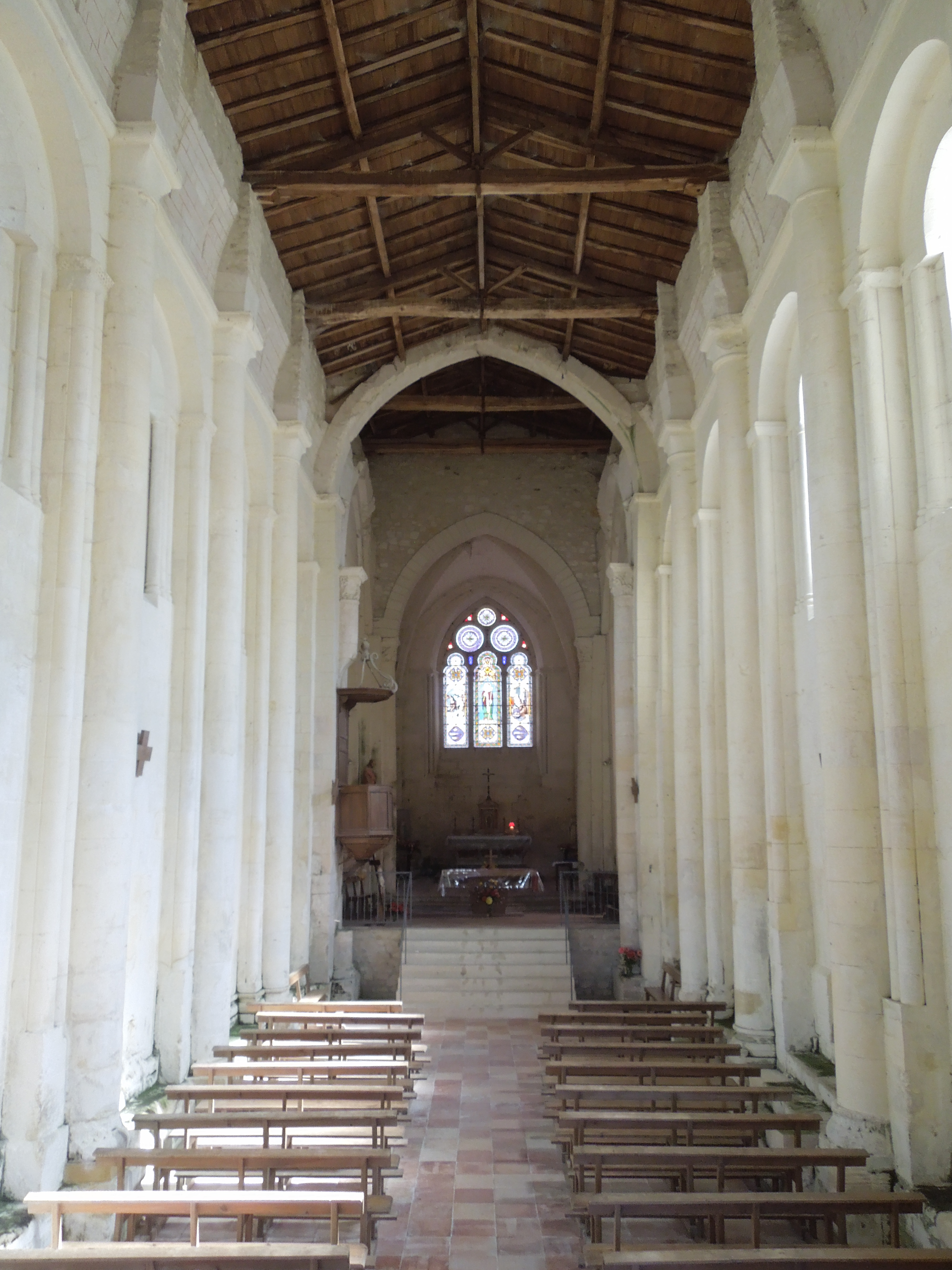
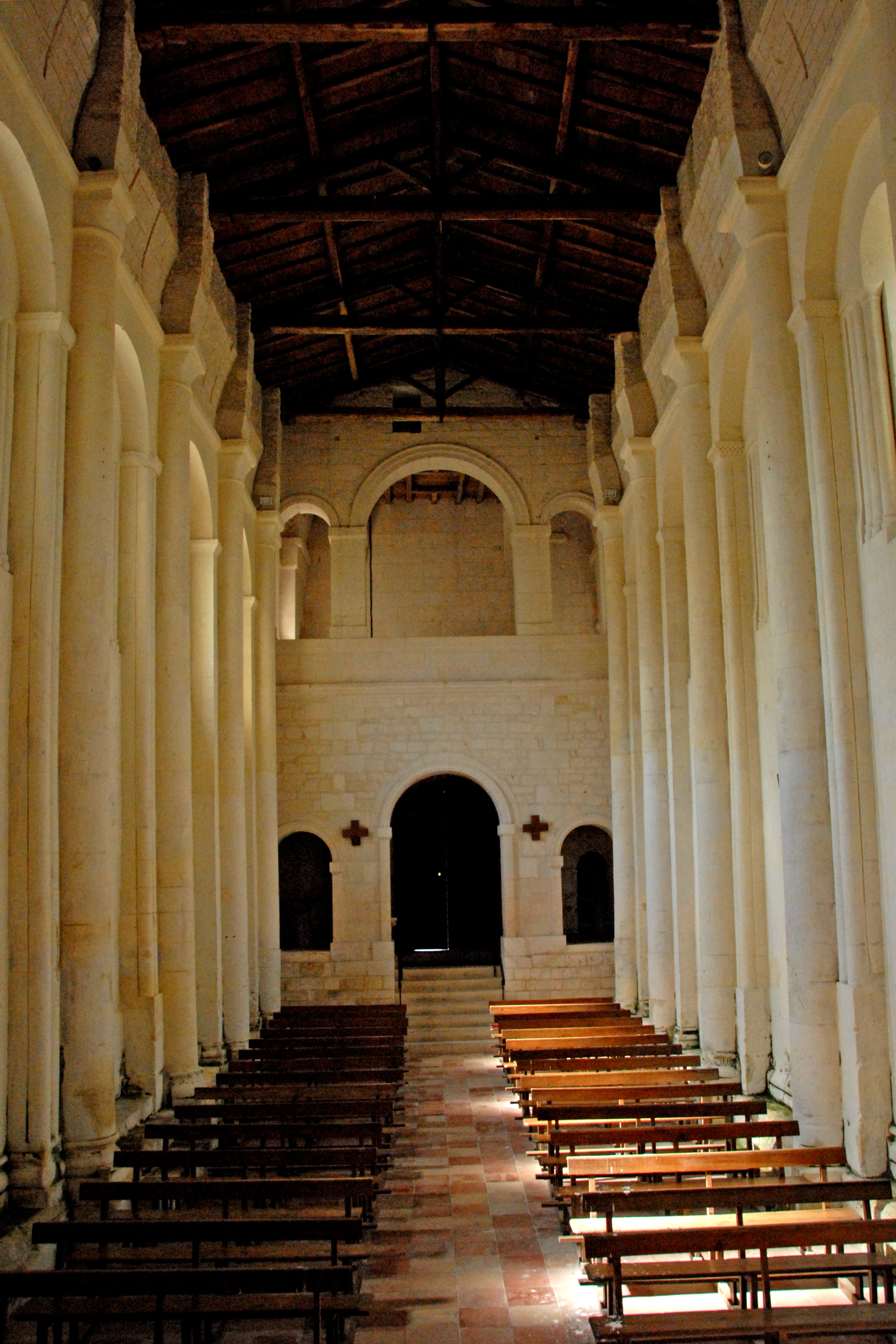